# Chanel 2.55
Chanel 2.55 — сумка, производимая домом моды Chanel.

## Происхождение
«Я устала носить ридикюли в руках, к тому же я их вечно теряю», — заявила в 1954 году Коко Шанель. В феврале 1955 года мадемуазель Шанель представила сумку в форме прямоугольника на длинной цепочке. Женщины впервые смогли носить сумку удобно: просто повесить на плечо и совершенно о ней забыть.
Сумку назвали 2.55 — в соответствии с датой создания модели (февраль 1955 года). Первоначально 2.55 была представлена только в чёрном цвете, так как этот цвет очень любила Коко Шанель. Но не прошло и года, как появились разноцветные версии 2.55 из джерси, шелка и крокодиловой кожи.

## Особенности
У 2.55 есть некоторые особенности:
- Бордовая подкладка повторяет цвет одежды монахинь в монастыре, где она выросла.
- В отделении на молнии внутри 2.55 Коко Шанель, по слухам, хранила свои любовные письма.
- Снаружи, на задней стороне 2.55, есть карман для денег.
- Цепочка, на которой висит 2.55, была «позаимствована» у монахинь (они носили ключи на цепочках).
- Первоначально 2.55 закрывалась на прямоугольный замок, называемый «замок мадемуазель». С 1980-х годов появилась новая версия 2.55, закрывающаяся на замок в виде логотипа Chanel — две пересекающихся буквы «С», смотрящие в противоположных направлениях. Такой замок называется Classic Flaps.
- 2.55 стёганая. Этот эффект достигается при помощи прошивания нитью. У этой особенности несколько вариантов происхождения: куртки жокеев, витражи аббатства Aubazine, а также диванные подушки в апартаментах Коко Шанель на rue Cambon 31.

## Вариации
С момента своего появления у 2.55 было множество вариантов дизайна, включая различные цвета и виды кожи/ткани, с замками «Мадемуазель» и Classic Flaps, другими незначительными изменениями.
В феврале 2005 года Chanel выпустил модель «Reissue 2.55» в честь 50-летия 2.55.
В июне 2016 года вышла новая версия 2.55. Она была представлена в рамках презентации коллекции Métiers d’Art Paris in Rome.